# رولاند هارتفيغ
رولاند هارتفيغ هو سياسي ألماني، ولد في 22 سبتمبر 1954 في برلين في ألمانيا. نشط حزبياً في البديل من أجل ألمانيا. في الانتخابات الفيدرالية الألمانية 2017، انتخب عضو في البوندستاغ الألماني عن دائرة Rheinisch-Bergischer Kreis (electoral district) ‏ وقد انضم خلال البوندستاغ الألماني التاسع عشر (24 أكتوبر 2017 – ) للكتلة البرلمانية جماعة حزب البديل من أجل ألمانيا في البوندستاغ ‏.